# 戴维·德雷克
戴维·德雷克（David Drake，1945年9月24日—2023年12月10日），美国科幻和幻想小说作家。 曾参加越战，做过律师，军事科幻小说的重要作家之一。 
德雷克以荣誉生毕业于爱荷华大学历史和拉丁文专业。后征召入伍，在杜克大学法学院的学习了两年，在越南和柬埔寨担任审讯员。现居住在北卡罗来纳州皮茨伯勒。
他最著名的独立创作是军事科幻小说《Hammer's Slammers》系列。他的RCN (newer Republic of Cinnabar Navy)系列小说是受奥布里马图林小说启发创作的太空歌剧。 
1997年，德雷克开始创作他最规模最大的系列幻想小说，群岛之主，小说包含苏美尔信仰和中世纪技术元素。 2007年，德雷克完成其系列的最终卷第九卷。 
除了独立创作之外，他常常给很多合作者提供情节大纲和军事视角，他的合作者包括卡尔爱德华瓦格纳，珍妮特莫里斯，斯特林，埃里克弗林特。
德雷克的小说创作得益于自己广泛的历史，文学和神话的知识，常常围绕着不同政体间的冲突来展开情节。